# Havrincourt
Havrincourt (Niederländisch: Havringen) ist eine französische Gemeinde mit 357 Einwohnern (Stand 1. Januar 2022) im Département Pas-de-Calais in der Region Hauts-de-France. Sie gehört zum Arrondissement Arras und zum Kanton Bapaume.

## Lage
Die Gemeinde Havrincourt liegt iam Südostrand des Artois, elf Kilometer südwestlich von Cambrai, im Nordwesten und Osten an das Département Nord angrenzend. Nachbargemeinden von Havrincourt sind Graincourt-lès-Havrincourt im Norden, Flesquières im Nordosten, Ribécourt-la-Tour und Trescault im Osten, Villers-Plouich im Südosten, Metz-en-Couture im Süden, Ruyaulcourt und Neuville-Bourjonval im Südwesten, Hermies im Westen sowie Boursies im Nordwesten.

## Bevölkerungsentwicklung
| Jahr      | 1962 | 1968 | 1975 | 1982 | 1990 | 1999 | 2006 | 2016 | 2022 |
| Einwohner | 440  | 436  | 379  | 402  | 353  | 374  | 364  | 401  | 357  |

## Sehenswürdigkeiten

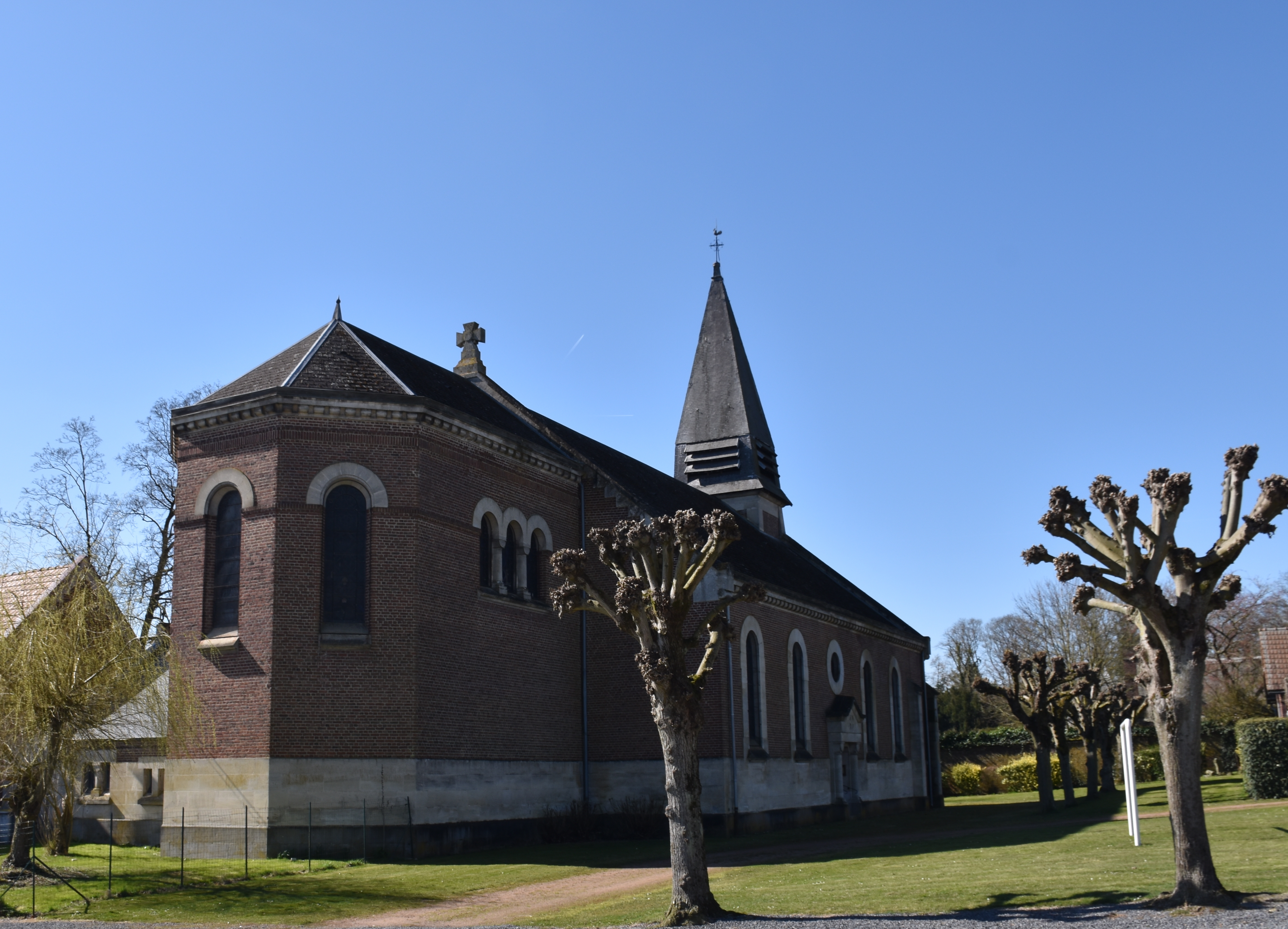
Kirche Saint-Géry
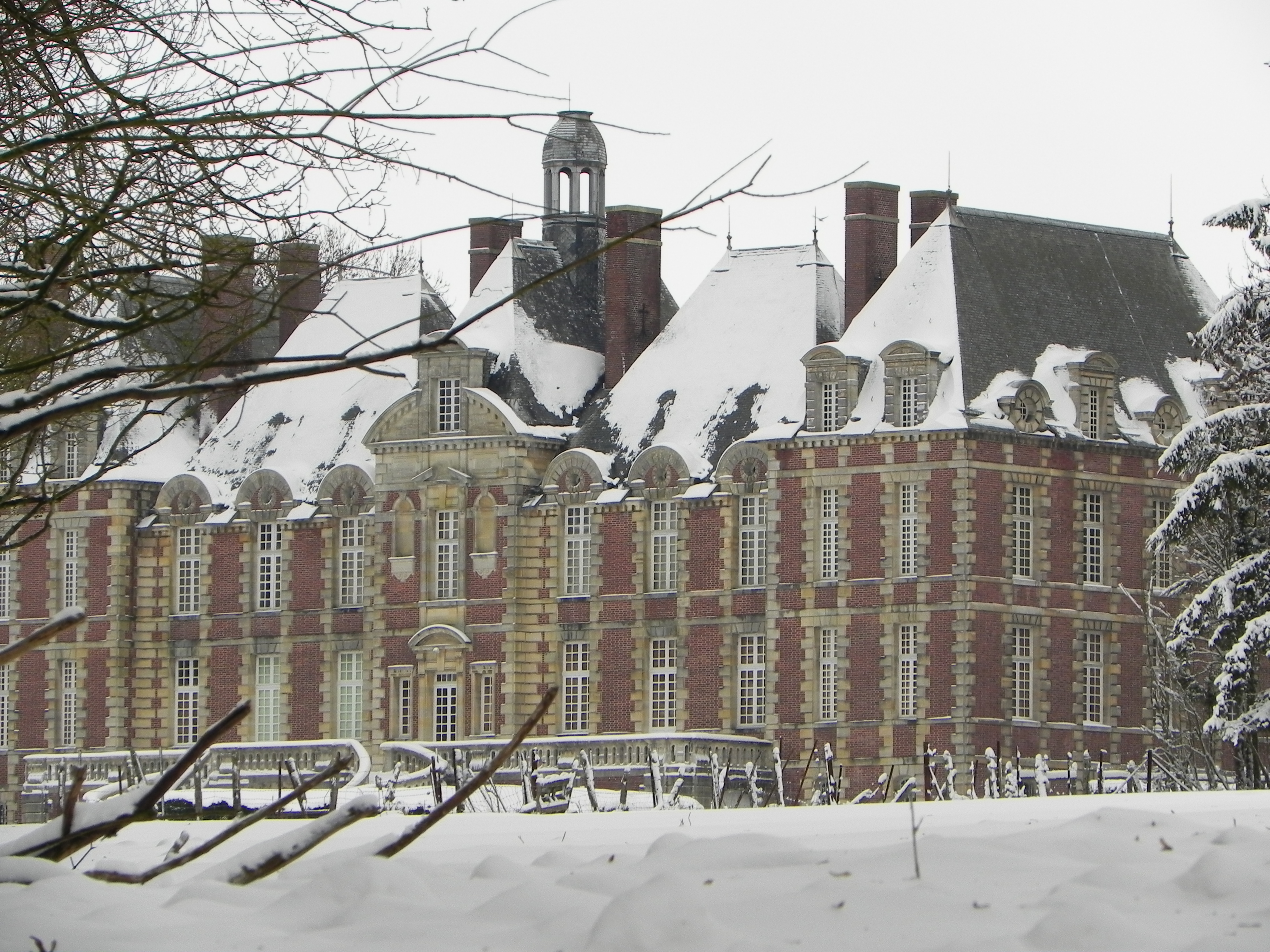
Schloss Havrincourt
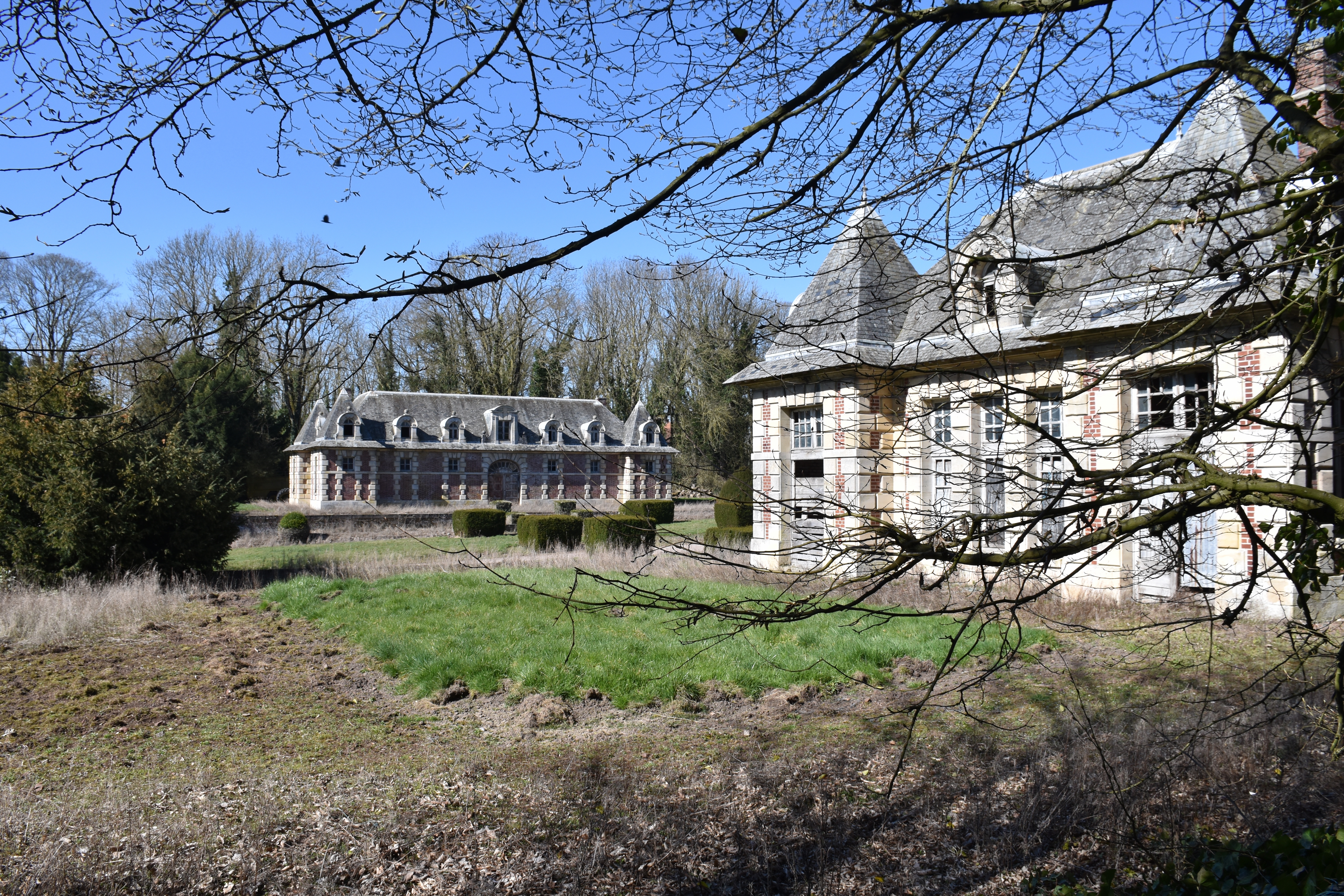
Nebengebäude des Schlosses
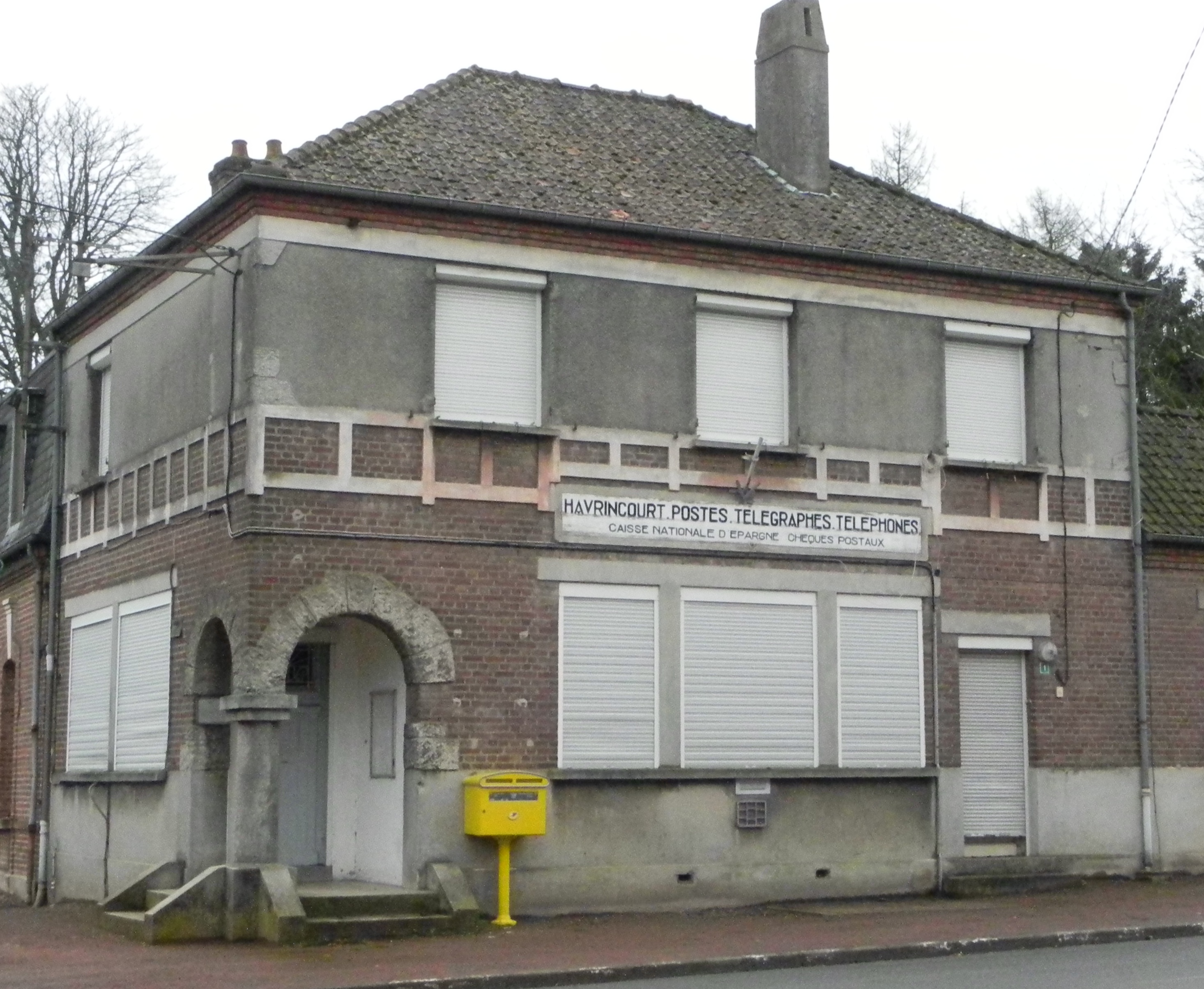
Postamt
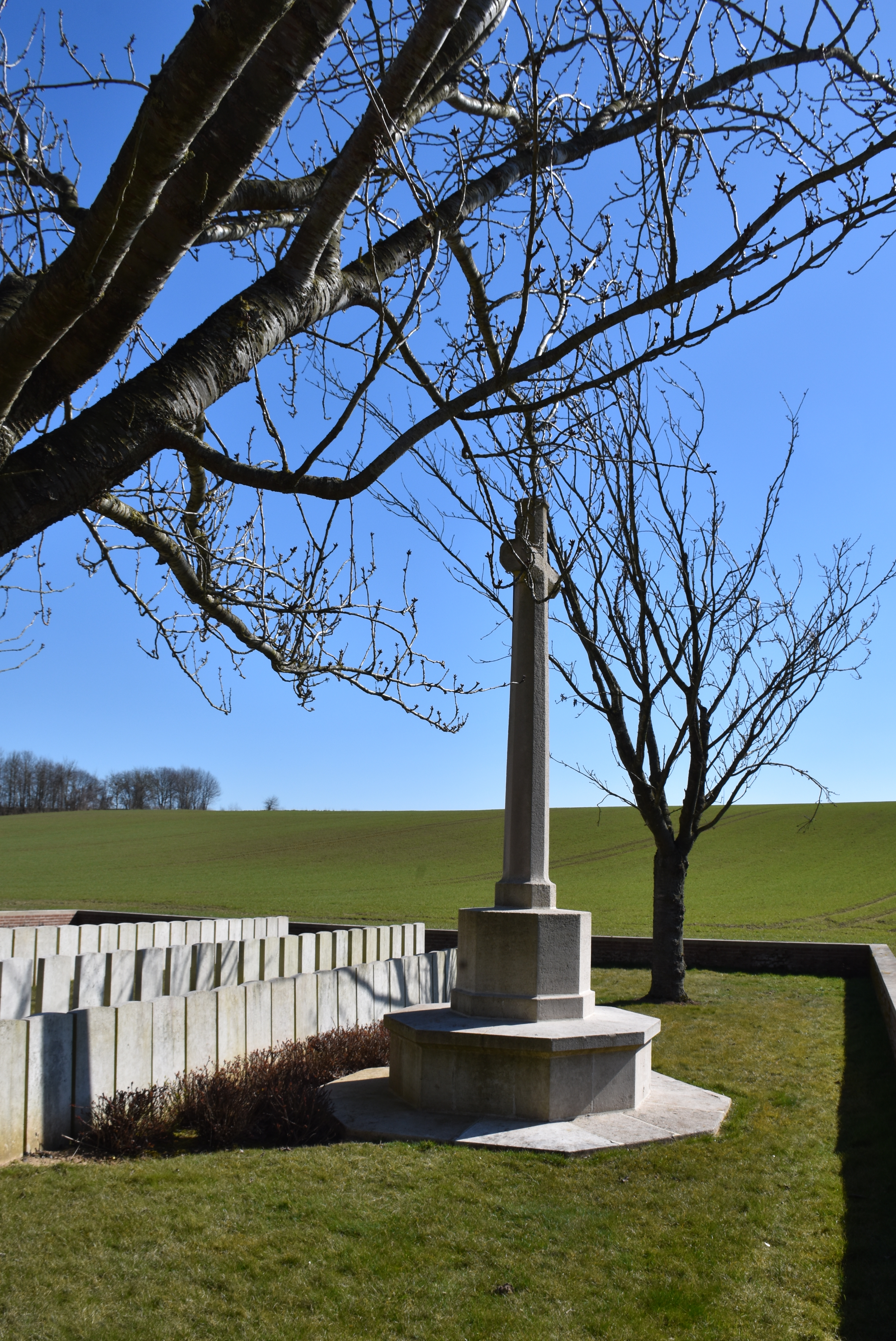
Grand Ravine British Cemetery
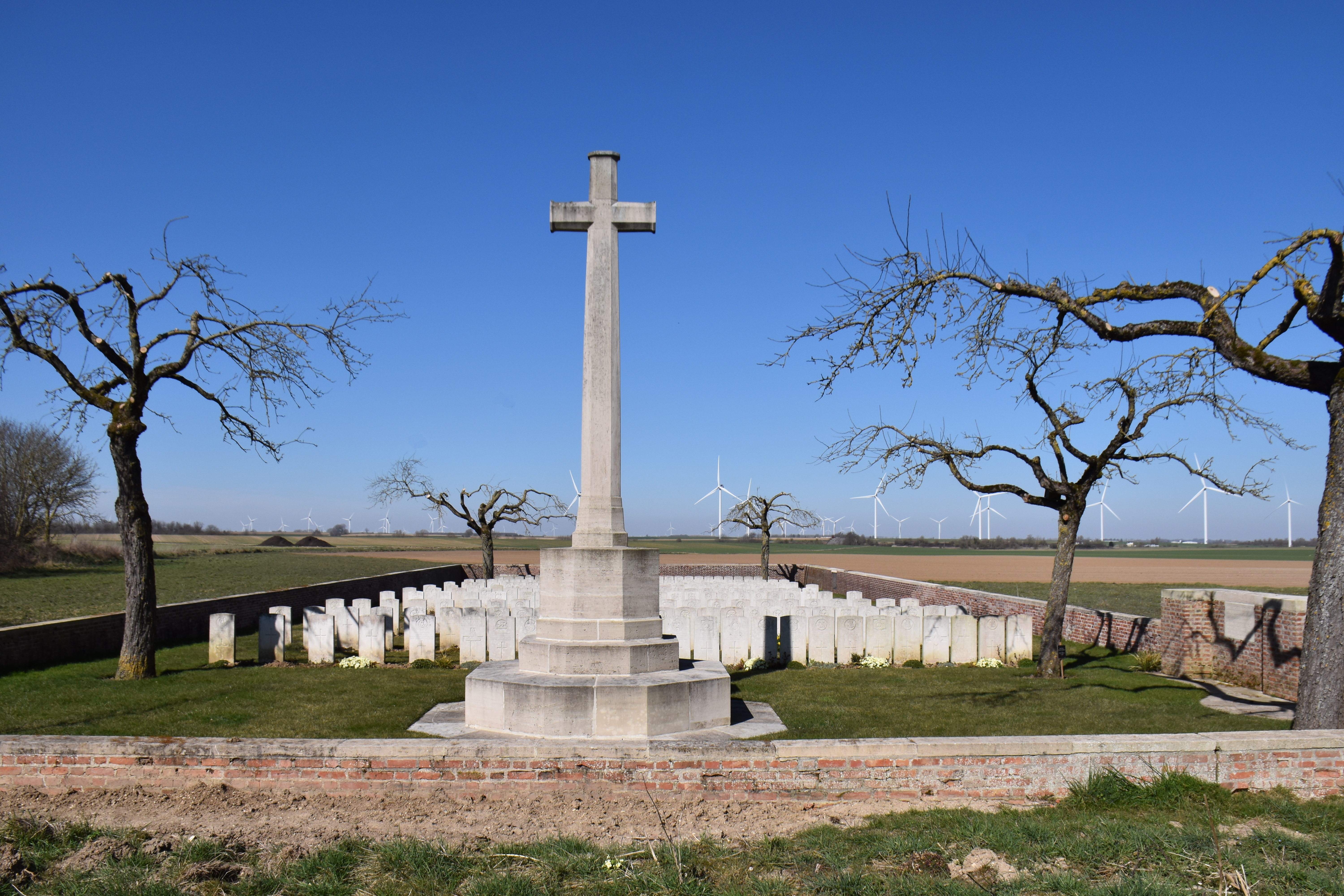
Lowrie Cemetery
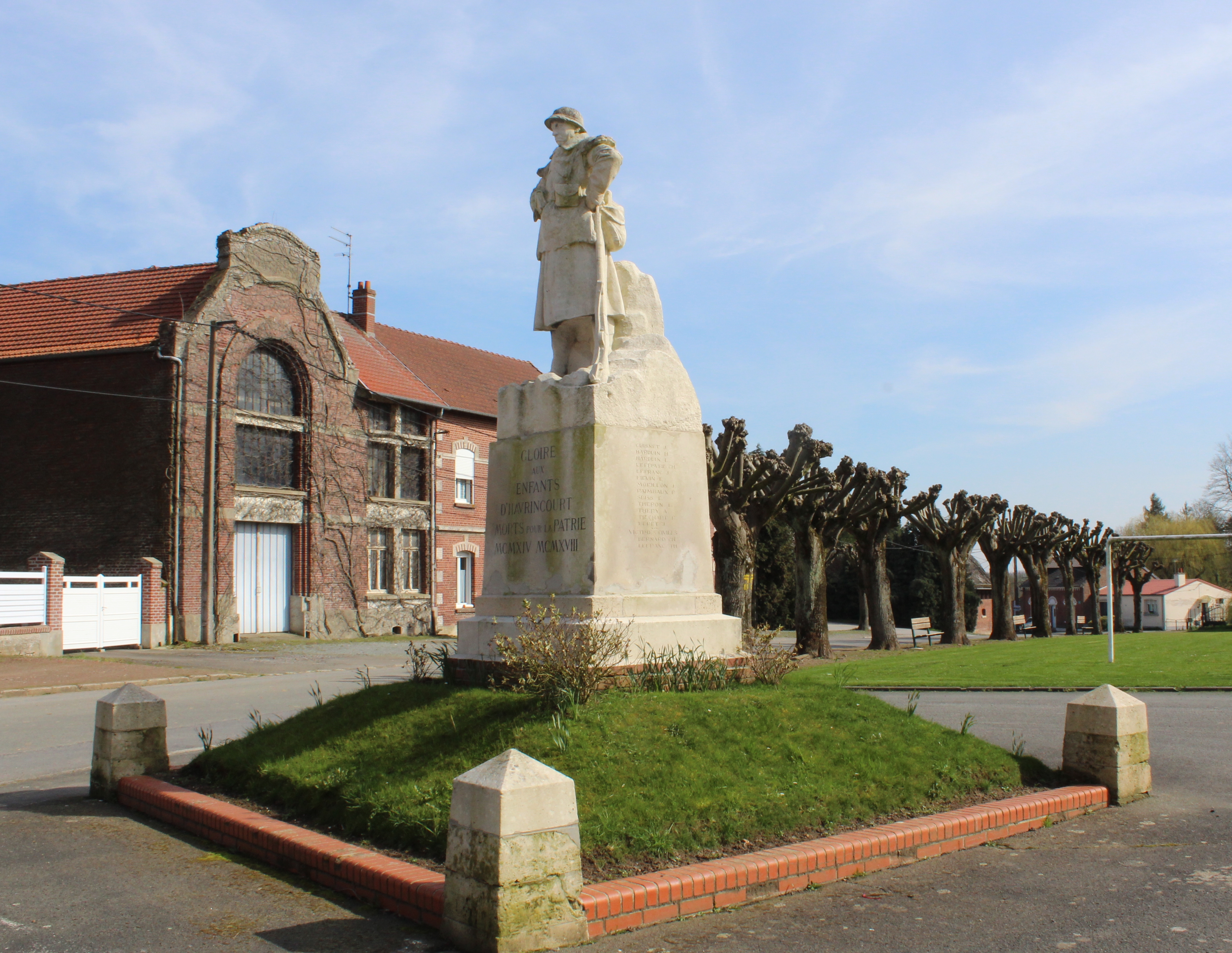
Gefallenendenkmal

- zwei britische Soldatenfriedhöfe

- Kirche Saint-Géry
- Schloss Havrincourt
- Nebengebäude des Schlosses
- Postamt
- Grand Ravine British Cemetery
- Lowrie Cemetery
- Gefallenendenkmal